# Альпари (экономика)
Альпа́ри (от итал. al pari «наравне, вровень») — ситуация точного соответствие рыночной цены (биржевой котировки) ценных бумаг (акций, облигаций, векселей) их номиналу.
На практике стоимость ценных бумаг крайне редко равна номиналу. Чаще всего это бывает только при первичном размещении.
В период золотого стандарта, термин альпари использовался в валютном обмене для указания ситуации, когда банковские кредитные билеты (позже банкноты) можно было легко обменять на декларированное количество денежного металла, либо цена на денежный металл на свободном рынке соответствовала номинальному содержанию металла в деньгах. Так же обозначалась ситуация обмена валют строго пропорционально их золотому содержанию. В современных условиях действует Ямайская валютная система, которая не предусматривает гарантий обмена валют на золото или иные ценности.
Термин считается устаревшим и сегодня почти не используется, чаще употребляется паритет.